# Hatten är din
Hatten är din, även kallad Hatten, är en svensk, animerad, humoristisk musikvideo från år 2000.
Videon är gjord i Macromedia Flash av Martin Holmström till tonerna av den libanesiska musikern Azar Habibs låt Miin Ma Kenti/Habbaytek (Jag älskade dig eller Jag förälskade mig i dig) (مين ما كنتي) från albumet Ya Malaki. Videon är textad på svenska. Den svenska texten är skriven så att den fonetiskt liknar den arabiska originaltexten. Texten är därför löst sammanhängande med absurda fraser som "Limma skinkbit, cooligt" och "Man kan knarka och hamna i TV".
Medan videons popularitet i Sverige främst bottnade i den humoristiska pseudoöversättningen blev den även internationellt uppmärksammad. Bland icke svensktalande uppskattades videon istället för sitt absurda bildspråk och blandningen av arabisk musik och svensk text.